# 日形村
日形村（ひかたむら）は、昭和29年（1954年）まで岩手県西磐井郡にあった村。現在の一関市花泉町日形にあたる。

## 地理
- 河川：北上川

## 沿革
- 明治22年（1889年）4月1日 - 町村制施行にともない、旧来の日形村単独で村制施行。
- 昭和30年（1955年）1月1日 - 花泉村・老松村・永井村・油島村・涌津村と合併し、花泉町となる。

## 行政
- 歴代村長

| 代     | 氏名         | 就任                       | 退任                       | 備考 |
| ------ | ------------ | -------------------------- | -------------------------- | ---- |
| 1      | 葛西多津枝   | 明治22年（1889年）5月16日  | 明治24年（1891年）2月21日  |      |
| 2      | 小野寺文雄   | 明治24年（1891年）2月22日  | 明治26年（1893年）5月11日  |      |
| 3      | 小野寺文治郎 | 明治26年（1893年）5月12日  | 明治28年（1895年）4月3日   |      |
| 4      | 小野寺文雄   | 明治28年（1895年）4月4日   | 明治29年（1896年）9月29日  | 再任 |
| 5      | 小野寺文治郎 | 明治29年（1896年）9月30日  | 明治31年（1898年）12月30日 | 再任 |
| 6      | 小野寺篤四郎 | 明治32年（1899年）2月28日  | 明治36年（1903年）2月6日   |      |
| 7      | 千葉重太郎   | 明治36年（1903年）2月7日   | 明治37年（1904年）4月23日  |      |
| 8〜9   | 千葉寿三郎   | 明治37年（1904年）5月24日  | 明治43年（1910年）4月5日   |      |
| 10     | 小野寺篤四郎 | 明治43年（1910年）4月21日  | 明治44年（1911年）8月20日  | 再任 |
| 11〜12 | 白石致遠     | 明治44年（1911年）10月31日 | 大正6年（1917年）3月1日    |      |
| 13〜14 | 千葉寿三郎   | 大正6年（1917年）4月17日   | 昭和2年（1927年）1月30日   | 再任 |
| 15     | 千葉貞助     | 昭和2年（1927年）2月12日   | 昭和10年（1935年）2月9日   |      |
| 16     | 小野寺篤四郎 | 昭和10年（1935年）2月13日  | 昭和13年（1938年）9月22日  | 三任 |
| 17     | 小野寺正治郎 | 昭和13年（1938年）10月25日 | 昭和17年（1942年）10月24日 |      |
| 18     | 小野寺喜美治 | 昭和17年（1942年）10月25日 | 昭和21年（1946年）5月10日  |      |
| 19     | 小野寺四郎   | 昭和22年（1947年）4月7日   | 昭和23年（1948年）3月24日  |      |
| 20     | 菊地文治     | 昭和23年（1948年）6月14日  | 昭和25年（1950年）11月20日 |      |
| 21     | 佐藤寅雄     | 昭和25年（1950年）12月21日 | 昭和29年（1954年）12月31日 |      |